# Bedeliolus
Bedeliolus is een geslacht van kevers uit de familie van de loopkevers (Carabidae). De wetenschappelijke naam van het geslacht is voor het eerst geldig gepubliceerd in 1900 door Semenov.

## Soorten
Het geslacht Bedeliolus omvat de volgende soorten:
- Bedeliolus freyellus Jedlicka, 1959
- Bedeliolus konevi Kryzhanovskij, 1990
- Bedeliolus vigil Semenov, 1900